# Oxypora egyptensis
Oxypora egyptensis är en korallart som beskrevs av Veron 2002. Oxypora egyptensis ingår i släktet Oxypora och familjen Pectiniidae.
Vissa individer blir en meter lång.
Artens utbredningsområde är Röda havet och angränsande vikar. Inga underarter finns listade i Catalogue of Life. Djuret finns till ett djup av 30 meter. Det hittas ofta nära klippor.
Detta koralldjur är endast känt från några fynd. IUCN kategoriserar arten globalt som otillräckligt studerad.